# Extincția Ordovician–Silurian
Graficul albastru prezintă procentajul aparent (nu numărul absolut) de genuri de animale marine pe cale de dispariție în timpul unui interval de timp dat. Nu reprezintă toate speciile marine, doar speciile marine fosilizate. Primele 5 exticții ca mărime au legături pentru mai multe detalii. 
Sursa și informații despre grafic
Extincția Ordovician–Silurian este considerată prima extincție în masă și a doua ca mărime din cele cinci extincții majore care au avut loc în istoria Pământului în ceea ce privește procentul de genuri de animale care au dispărut. Acest eveniment, care a avut loc cu aproximativ 455-430 milioane de ani în urmă, la limita dintre Ordovician și Silurian, a afectat foarte mult comunitățile marine, provocând dispariția a unei treimi din toate familiile Brachiopoda și Ectoprocta, precum și numeroase grupuri de Conodonta, trilobiți și graptolite. Extincția Ordovician-Silurian a avut loc în timpul etapei Hirnantian (care face parte din perioada Ordovician) și a etapei Rhuddanian (care face parte din perioada Silurian). Acest eveniment a fost primul care a afectat în mod semnificativ comunitățile de animale.
Aproape toate grupurile taxonomice majore au fost afectate în timpul acestei extincții. Extincția a fost globală în această perioadă, eliminând 49-60% din genurile marine și aproape 85% din speciile marine.
În mod special au fost afectate brachiopodii, bivalvele, echinodermele, ectoprotele și coralii. Înainte de răcirea din Ordovicianul târziu, temperaturile erau relativ calde, iar brusca schimbare climatică și eliminarea habitatelor din cauza nivelului scăzut al mării, se crede că au precipitat extincția. Nivelul scăzut al mării a distrus sau a eliminat habitatele de-a lungul rafturilor continentale. Dovezi pentru glaciațiune au fost găsite prin depozite în deșertul Sahara.

## Cauze posibile
Analiza informațiilor disponibile relevă faptul că în timpul extincției Ordovician-Silurian condițiile au fost considerabil diferite în comparație cu mediul din timpul celorlalte patru extincții în masă majore fanerozoice, deși toți factorii principali responsabili pentru aceste procese au fost aceiași: nivelul mării și fluctuațiile climatice, impactul astronomic și vulcanismul, care ar trebui să ducă la emisia de gaze nocive, cenușă și aerosoli în atmosferă și astfel, să provoace efectul de seră, întunecarea atmosferei, reducerea fotosintezei și a bio-productivității, ruperea lanțurilor trofice și anoxia.

### Glaciațiunea

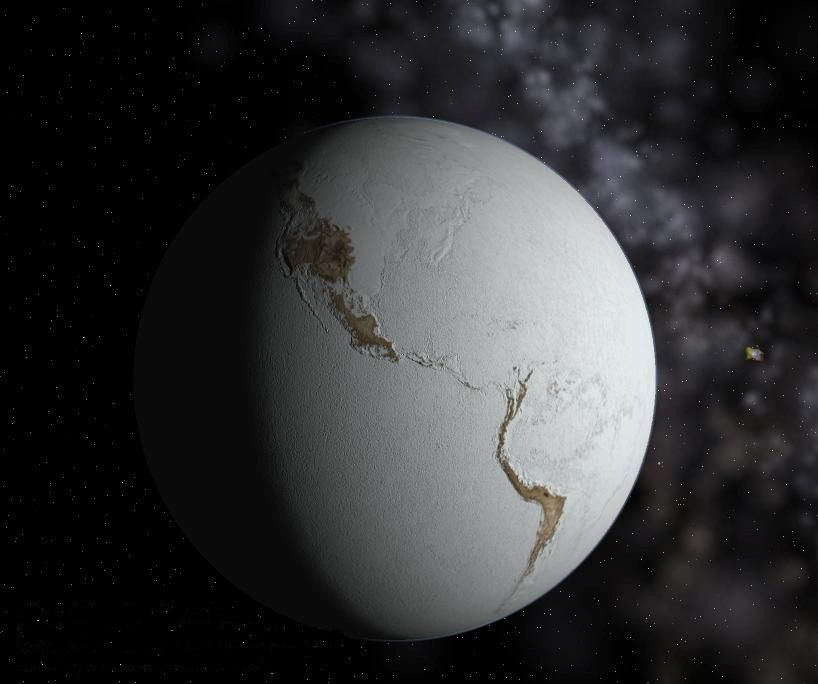
Pământ de zăpadă, imagine ficțională a Terrei acoperită de gheață

În timpul Cambrianului și în cea mai mare parte a Ordovicianului, masele continentale erau aglomerate în partea de ecuator și în emisfera sudică, iar Europa sudică, Africa, America de Sud, Antarctica și Australia formau supercontinentul Gondwana. Acesta se deplasează continuu spre sud, iar până la sfârșitul perioadei, Gondwana era la Polul Sud. America de Nord s-a ciocnit cu Europa închizând Oceanul Atlantic. Glaciațiunea Gondwanei a dus la o scădere importantă a nivelului mării, omorând formele de viață de-a lungul coastei supercontinentului. Glaciațiunea bloca apa din oceane iar perioadele interglaciare o eliberau, provocând în mod repetat scăderea și creșterea nivelurilor mărilor și, astfel, distrugerea habitatelor. În straturile din Africa de Nord sunt înregistrate cinci impulsuri glaciare.
Aceasta a dus la o schimbare în localizarea formării apelor de fund, trecând de la latitudini joase, caracteristice condițiilor de seră, la latitudini mari, caracteristice condițiilor glaciațiunii, care au fost însoțite de creșterea curenților oceanici adânci și de oxigenarea apei de fund. O faună oportunistă a prosperat acolo, înainte de scăderea nivelului de oxigen.

### Ipoteza exploziei de raze gamma

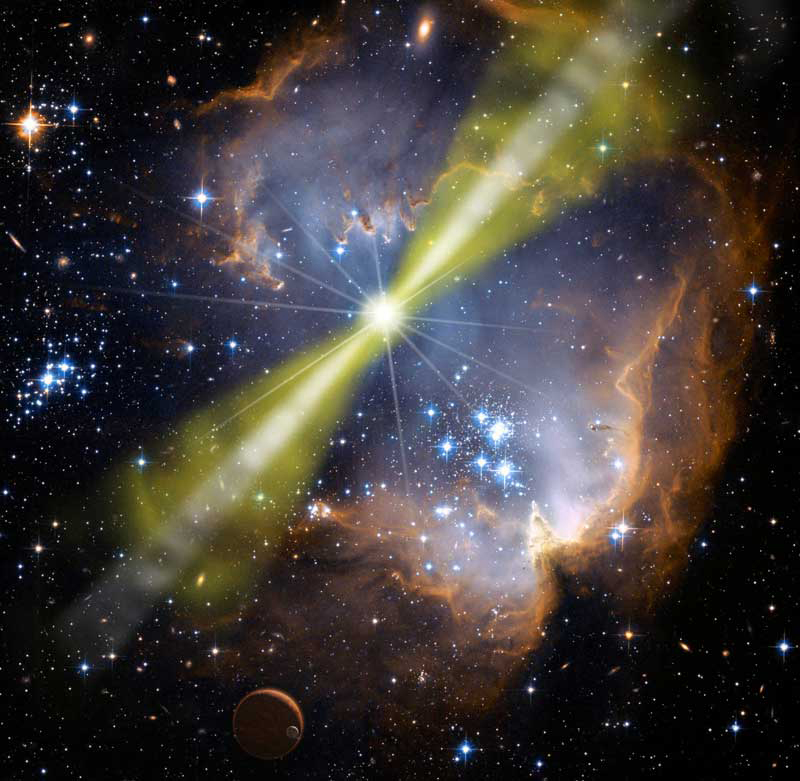
Ilustrație artistică a strălucirii razelor gamma care apare într-o regiune în care se formează stele. Energia din explozie este expusă în două jeturi înguste, îndreptate în direcții opuse.

Unii cercetători au sugerat că extincțiile inițiale ar fi putut fi cauzate de o explozie de raze gamma provenind de la o hipernovă aflată la 6000 de ani lumină de Terra (într-un braț apropiat al galaxiei Calea Lactee). O explozie de zece secunde ar fi dezbrăcat atmosfera Pământului de jumătate din stratul de ozon aproape imediat, expunând organismele de la suprafață, inclusiv cele responsabile de fotosinteza planetară. Deși ipoteza este în concordanță cu modelele la începutul extincției, nu există dovezi clare că o astfel de explozie de raze gamma din apropierea Terrei a avut loc vreodată.

### Vulcanism și intemperii
Glaciațiunea din Ordovicianul Târziu a fost precedată de o scădere a dioxidului de carbon atmosferic (de la 7.000 ppm la 4.400 ppm). Scăderea a fost corelată cu o explozie a activității vulcanice care a depozitat roci silicate noi, ce extrag CO2 din aer. Nivelurile atmosferice și oceanice ale CO2 au fluctuat odată cu perioadele de glaciații și interglaciații ale Gondwana.
În Ordovicianul Târziu, vulcanismul major a fost echilibrat de intemperiile puternice ale Munților Apalași. În etapa Hirnantian, vulcanismul a încetat, iar intemperiile continue au provocat o scădere semnificativă și rapidă a emisiilor de CO2. Aceasta a coincis cu o scurtă glaciațiune.

### Intoxicație metalică
Metalele toxice de pe fundul oceanului s-ar fi putut dizolva în apă când oxigenul oceanilor a fost epuizat. Este posibil ca metalele toxice să fi ucis forme de viață din niveluri trofice inferioare, provocând o scădere a populației și, ulterior, ducând la o extincție pentru formele de viață aflate pe pe poziții mai înalte în lanțul trofic.

## Sfârșitul evenimentului
Sfârșitul extincției s-a produs când topirea ghețarilor a făcut ca nivelul mării să crească și să se stabilizeze încă o dată. În rândul ordinelor animalelor supraviețuitoare a crescut biodiversitatea.
În urma unei astfel de pierderi majore de diversitate, comunitățile Siluriene au fost inițial mai puțin complexe. Faunele extrem de endemice, care au caracterizat Ordovicianul târziu, au fost înlocuite cu faunele care au fost printre cele mai cosmopolite din modelele fanerozoice, biogeografice care au persistat în cea mai mare parte a Silurianului.
Sfârșitul aceastei extincții nu a fost similar cu impactul pe termen lung al extincțiilor Permian–Triasic și Cretacic–Paleogen, totuși, un număr mare de taxoni au dispărut de pe Pământ într-un interval de timp scurt, schimbând diversitatea.